# 克拉斯诺亚尔斯基农村居民点 (科捷利尼科沃区)
克拉斯诺亚尔斯基农村居民点（俄语：Красноярское сельское поселение）是俄罗斯联邦伏尔加格勒州科捷利尼科沃区所属的一个农村居民点。其下辖有2个居民点，行政中心为克拉斯诺亚尔斯基。据2016年统计，该农村居民点的人口为1711人。